# Tadeusz Jędruszczak

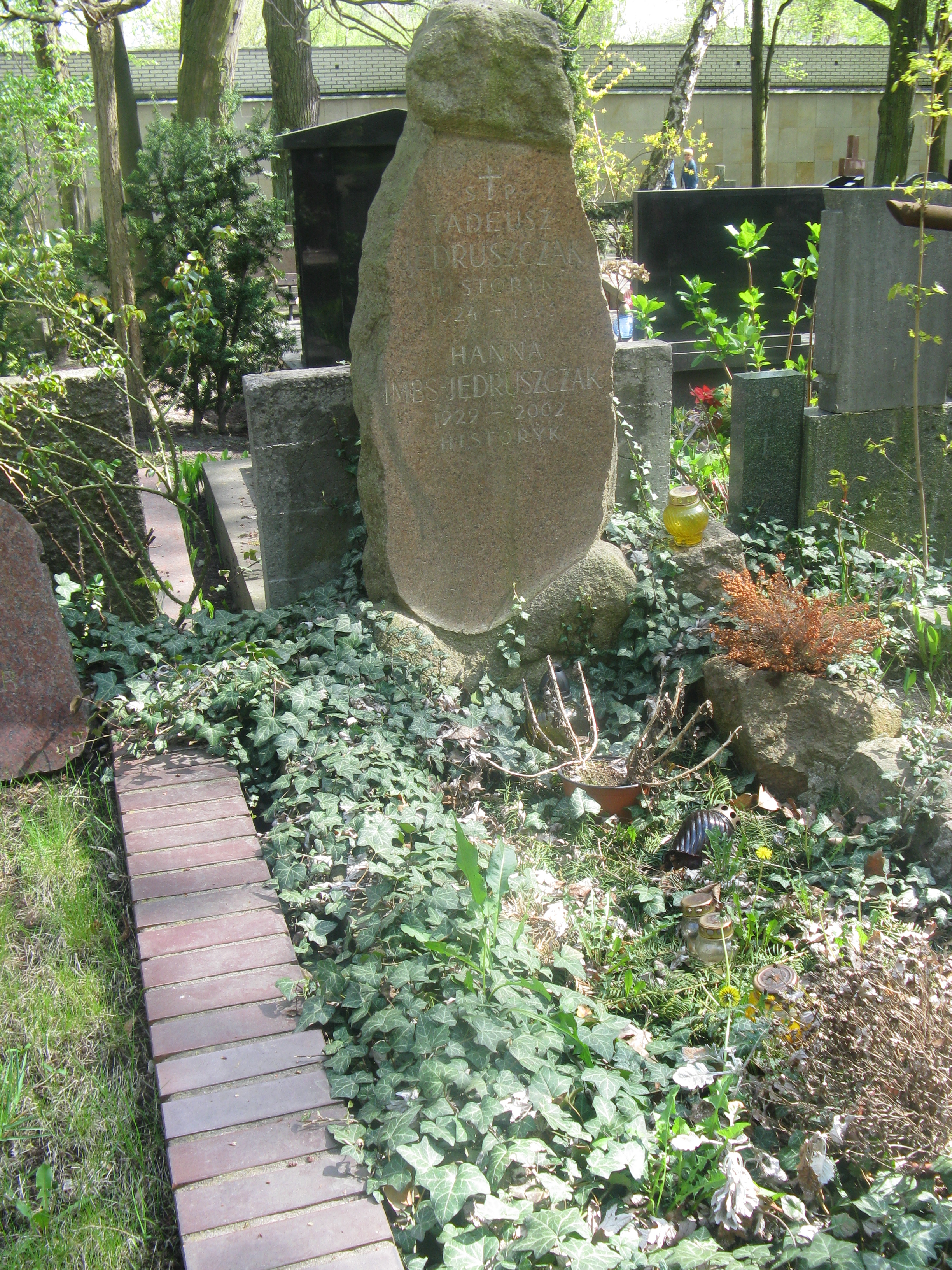
Grób Tadeusza Jędruszczaka na Cmentarzu Wojskowym na Powązkach

Tadeusz Jędruszczak (ur. 16 stycznia 1924 w Stanisławowie, zm. 10 kwietnia 1993 w Warszawie) – polski historyk dziejów najnowszych, profesor nauk humanistycznych.

## Życiorys
Od 1944 roku służył w Ludowym Wojsku Polskim, w latach 1945–1948 oficer polityczno-wychowawczy. W latach 1948–1951 służył w Komendzie Głównej Służby Polsce. W latach 1951–1954 aspirant w Instytucie Kształcenia Kadr Naukowych / Instytucie Nauk Społecznych przy KC PZPR. Magisterium uzyskał na Wydziale Prawa Uniwersytetu Warszawskiego w 1951, kandydatem nauk historycznych został w 1955. W latach 1954–1968 był wykładowcą w Wojskowej Akademii Politycznej (szef Katedry Historii Polski i prodziekan Wydziału Historycznego). W 1955 został zatrudniony w Instytucie Historii PAN.
Stopień doktora habilitowanego uzyskał w 1961, profesorem nadzwyczajnym został w 1968, a profesorem zwyczajnym w 1978. W latach 1968–1973 był komendantem Wojskowego Instytutu Historycznego. Ze stanowiska komendanta WIH, a także z wojska musiał odejść w wyniku konfliktu z szefem Głównego Zarządu Politycznego WP, gen. Włodzimierzem Sawczukiem. Od 1973 kierownik Zakładu Historii Politycznej Polski XIX i XX wieku w Instytucie Historii PAN. Kierownik seminarium magisterskiego z historii wojskowości na Uniwersytecie Warszawskim (od 1974), kierownik seminarium z historii Europy Środkowej w Szkole Zaawansowanych Badań w Naukach Społecznych w Paryżu (1978), członek Prezydium Komitetu Nauk Historycznych Polskiej Akademii Nauk (1972–1982). Był także redaktorem Kwartalnika Historycznego (1975–1984), wiceprezesem Polskiego Towarzystwa Historycznego (1978–1982) oraz przewodniczący Komisji Historii Wojskowości Zarządu Głównego PTH (od 1973). Członek Międzynarodowej Komisji Historii II Wojny Światowej (1969–1982). Współzałożyciel kwartalnika Dzieje Najnowsze (1969).
W 1947 został członkiem PPR, następnie należał do PZPR.
Odznaczony m.in. Krzyżem Komandorskim Orderu Odrodzenia Polski. Autor około 200 artykułów naukowych publikowanych w periodykach polskich i zagranicznych. Specjalizował się w dziejach II Rzeczypospolitej.
Pochowany na Cmentarzu Wojskowym na Powązkach w Warszawie (AII-10-13).